# El Toboso
El Toboso é um município da Espanha na província de Toledo, comunidade autónoma de Castilla-La Mancha, de área 144,19 km² com população de 2176 habitantes (2007) e densidade populacional de 14,64 hab/km².

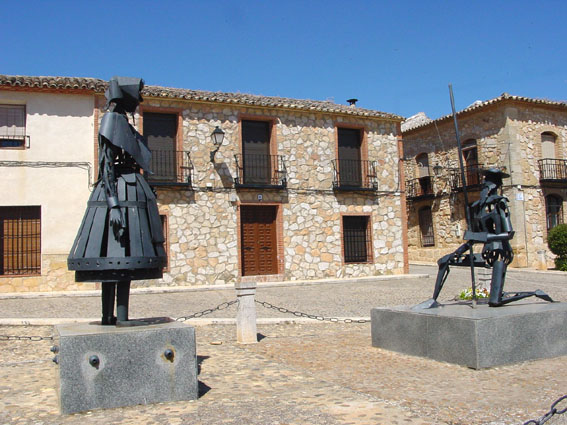
Monumento a Dom Quixote e Dulcineia.

## Demografia
| Variação demográfica do município entre 1991 e 2004 | Variação demográfica do município entre 1991 e 2004 | Variação demográfica do município entre 1991 e 2004 | Variação demográfica do município entre 1991 e 2004 |
| --------------------------------------------------- | --------------------------------------------------- | --------------------------------------------------- | --------------------------------------------------- |
| 1991                                                | 1996                                                | 2001                                                | 2004                                                |
| 2199                                                | 2141                                                | 2069                                                | 2112                                                |